# Henric Gutzloff von Segebaden
Henric Gutzloff von Segebaden, född 12 september 1690 på Ralow, död 30 juli 1745 på Sålla i Sjögestads socken, Östergötlands län, var en ryttmästare som 1731 introducerades på svenska riddarhuset som naturaliserad svensk adelsman.